# Лікарський Вісник
«Лікарський Вісник» — часопис Українського лікарського товариства Північної Америки.

## З історії видання
Початки первісного часопису сягають 1898 р. та ранніх наукових видань НТШ. З 1920 року виходив неперіодично, став з 1926 року органом Українського лікарського товариства та Лікарської комісії НТШ
До 1939 р. видавався у Львові. Скасований радянською владою. До 1939 року вийшло 42 числа часопису.
Відновлений друком у США у травні 1954 р. Видавець у цей період — Українське Лікарське Товариство Північної Америки.
З 1999 року друкується в Україні. Має 20-30 тис. читачів.
Редактори: Мар'ян Панчишин, Тит Бурачинський, Максим Музика, Софія Парфанович, Олександр Барвінський, Роман Осінчук (1954-55, 1957-61), Ярослав Воєвідка (1956—1957), Тома Лапичак (1962—1966), Павло Джуль (1967—2003), Роман Воробець (2003—2007), Роксоляна Горбова (з 2008).